# Voyageur (альбом Кэтлин Эдвардс)
| Оценки критиков | Оценки критиков |
| Источник        | Оценка          |
| --------------- | --------------- |
| Allmusic        | [ 1 ]           |
| The A.V. Club   | (B-)            |
| Boston Phoenix  | [ 3 ]           |
| Pop 'stache     | [ 4 ]           |
| Slant Magazine  | [ 5 ]           |
| Toronto Star    | [ 6 ]           |
| Pitchfork Media | [ 7 ]           |

Voyageur — четвёртый студийный альбом канадской певицы и кантри-музыканта Кэтлин Эдвардс, изданный 17 января 2012 года на лейбле MapleMusic Recordings. 
Номинация на премию Juno Awards of 2013 в категории  Adult Alternative Album of the Year.

## История
Альбом получил положительные отзывы музыкальной критики и интернет-изданий: Allmusic,  Slant Magazine, Pitchfork Media.
14 июня 2012 года альбом был включён в лонглист номинаций на канадскую музыкальную премию 2012 Polaris Music Prize, и позднее включён в шортлист 10 лучших номинантов 17 июля.

## Список композиций
1. "Empty Threat" – 3:37
2. "Chameleon/Comedian" – 4:41
3. "A Soft Place to Land" – 4:25
4. "Change the Sheets" – 4:30
5. "House Full of Empty Rooms" – 3:01
6. "Mint" – 4:52 (бэк-вокал The Good Lovelies)
7. "Sidecar" – 2:38
8. "Pink Champagne" – 5:09
9. "Going to Hell" – 4:18
10. "For the Record" – 7:06 (бэк-вокал Norah Jones)

## Чарты
| Чарт (2012)                      | Лучший результат |
| -------------------------------- | ---------------- |
| Canadian Albums Chart            | 2                |
| Великобритания (UK Albums Chart) | 122              |
| US Billboard 200                 | 39               |
| US Folk Albums                   | 3                |
| US Rock Albums                   | 11               |